# Mudde
Mudde ist der Sammelbegriff für Sedimente, die in Seen abgelagert werden und einen deutlichen Anteil (mehr als 5 Massenprozent) an organischer Substanz besitzen. Umgangssprachlich bezeichnet man Mudden meist als Seeschlamm.
Das organische Material in der Mudde unterliegt unterschiedlichen Fäulnisprozessen, d. h. im Ablagerungsmilieu herrschen anaerobe Verhältnisse.
Nach der Zusammensetzung werden zwei Gruppen unterschieden:
- organisch (mehr als 30 % organische Substanz): Lebermudde (aus Algen), Torfmudde und Detritusmudde
- organo-mineralisch (5 bis 30 % organische Substanz): Sand-, Schluff-, Ton-, Diatomeen- und Kalkmudde.

Zu den Mudden gehören Dy, Gyttja und Sapropel.